# 栖贤巷门
栖贤巷门，位于苏州市吴中区金庭镇东村古街中部，建于明代，立柱四根，巷门朝北。1986年列为吴县文物保护单位。2002年10月22日列入第五批江苏省文物保护单位.